# Newark (Delaware)
Newark es una ciudad ubicada en el condado de New Castle en el estado estadounidense de Delaware. En el año 2000 tenía una población de 28.547 habitantes y una densidad poblacional de 1,235 personas por km².

## Geografía
Newark se encuentra ubicado en las coordenadas 39°40′45″N 75°45′29″O / 39.67917, -75.75806.

## Demografía
Según la Oficina del Censo en 2000 los ingresos medios por hogar en la localidad eran de $48,758, y los ingresos medios por familia eran $75,188. Los hombres tenían unos ingresos medios de $45,813 frente a los $33,165 para las mujeres. La renta per cápita para la localidad era de $20,376. Alrededor del 20.1% de la población estaban por debajo del umbral de pobreza.